# 塞拉普雷塔
塞拉普雷塔（葡萄牙語：Serra Preta）是巴西巴伊亚州的一个市镇。总面积536.892平方公里，总人口17777人，人口密度33.1人/平方公里。